# Tramwaje w Île-de-France

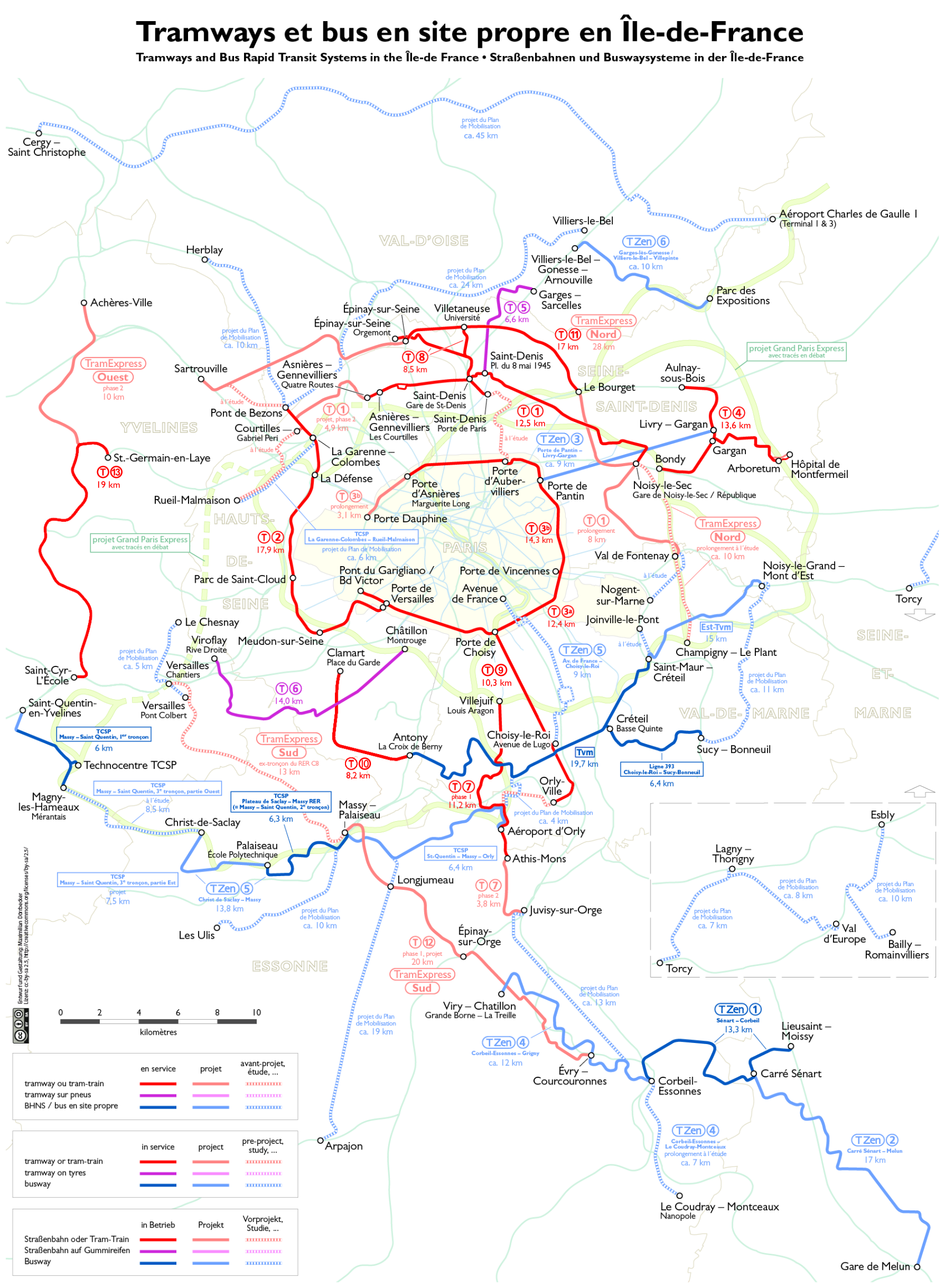
Sieć tramwajowa w regionie Île de France

Tramwaje w Île-de-France (fr. Tramway d’Île-de-France) – systemy tramwajowe obejmujące tereny regionu Île-de-France. Sieć składa się z trzynastu linii (w tym trzech dwusystemowych i dwóch ekspresowych) zarządzanych przez RATP, SNCF, Keolis oraz Transkeo. W trakcie budowy jest kolejna linia ekspresowa.

## Historia

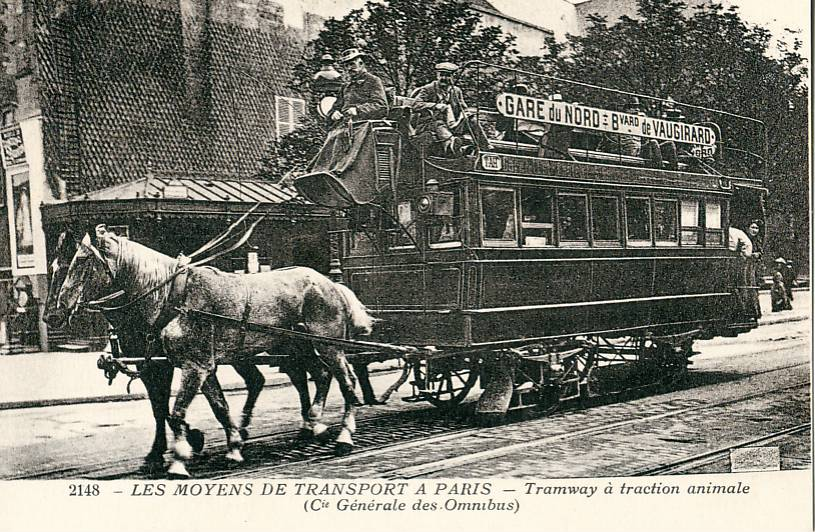
Tramwaj konny

W latach 1855–1938 przez Paryż przebiegała gęsta sieć tramwajowa, poprzedzająca rozwój metra w połowie XX wieku. Ostatnia z pierwotnej sieci tramwajów linia do Wersalu została zamknięta w 1957.
Początkowo tramwaje miały napęd konny (1855–1913), zastąpiony później kolejno parowym (1876–1914), pneumatycznym (1879–1914), a w końcu elektrycznym (1895–1938).
Kolej linowo-terenowa jeżdżąca w Belleville w latach 1891–1924 zaliczana jest czasami błędnie do sieci tramwajowej.

### Odbudowa sieci

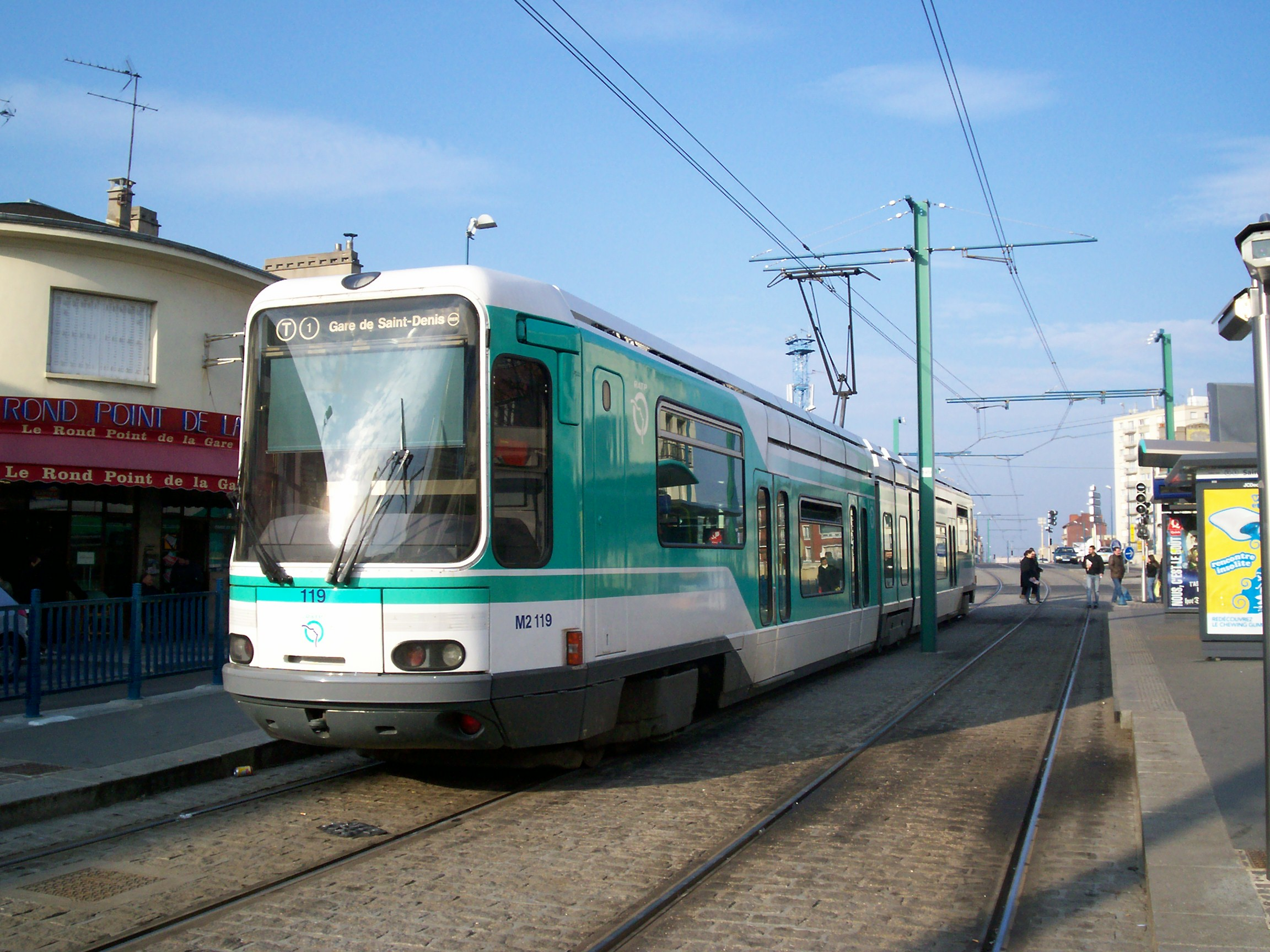
Tramwaj typu Alstom TFS na linii T1 na przystanku Noisy-le-Sec

W latach 80. i 90. XX wieku rozpoczął się stopniowy renesans tramwaju jako ekologicznego i nowoczesnego środka transportu, a poszczególne miasta francuskie rozpoczęły proces odbudowy swoich sieci. W regionie Île-de-France pierwsza linia tramwajowa nowej generacji, T1, została uruchomiona w dniu 6 lipca 1992 i połączyła na początku przystanek Bobigny Pablo Picasso z przystankiem La Corneuve 8 Mai 1945 na północy aglomeracji. 18 grudnia 1992 został oddany nowy odcinek od przystanku La Corneuve 8 Mai 1945 do stacji Gare de Saint Denis RER. Od dnia 15 grudnia 2003 otwarto nową część trasy od przystanku Bobigny Pablo Picasso do przystanku Noisy-le-Sec. 1 lipca 1997 otwarto linię T2, początkowo na trasie od La Dèfense do Issy Val de Seine. W dniu 21 listopada 2009 została przedłużona do przystanku Porte de Versailles w Paryżu. Dnia 18 listopada 2006 oddano do użytku linię T4 zaś dnia 16 grudnia 2006 otwarto linię T3. 15 listopada 2012 roku została otwarta dla ruchu pasażerskiego nowa część linii T1 od przystanku Gare de Saint Denis RER do przystanku Asnières – Genevilliers Les Courtilles, wkrótce potem otwarto kolejny odcinek linii T2 z La Défense do Pont de Bezons (4,2 km). W dniu 16 grudnia 2012 oddano do użytku następną część linii T3 od przystanku Porte d’Ivry do przystanku Porte de la Chapelle mającą długość 14 km. 29 lipca 2013 uruchomiono linię T5, która połączyła Saint-Denis z Garges-Sarcelles. Trasa liczy 6,6 km i jest obsługiwana przez zaliczane do tramwajów pojazdy typu Translohr. W listopadzie 2013 uruchomiono pierwszy odcinek linii T7 o długości 11,2 km, trasa licząca 18 przystanków połączyła stację metra w Villejuif-Louis Aragon z Athis-Mons. Od 13 grudnia 2014 kursuje linia T6, która ma dwa przystanki podziemne i podobnie jak linia T5 jest obsługiwana zaliczanymi do tramwajów pojazdami typu Translohr. Łączy ona stację metra Châtillon-montrouge i Vélizy-Villacoublay, kontynuowana jest jej budowa i w 2016 pojazdy tej linii dojadą do stacji kolejowej Viroflay-Rive-Droite. 16 grudnia 2014 uruchomiono linię T8 o długości 8,5 km, trasa liczy 17 przystanków i łączy Saint Denis z Épinay-sur-Seine lub Villetaneuse.

## Linie w eksploatacji
| Linia | Typ linii | Trasa                                                                    | Rok otwarcia | Ostatnia rozbudowa | Długość | Liczba przystanków | Szyny     | Typ pojazdu          | Tabor                                  | Operator |
| ----- | --------- | ------------------------------------------------------------------------ | ------------ | ------------------ | ------- | ------------------ | --------- | -------------------- | -------------------------------------- | -------- |
|       | Standard  | Asnières-Quatre Routes – Gare de Noisy-le-Sec                            | 1992         | 2019               | 17,9 km | 37                 | Standard  | Tramwaj              | Alstom TFS                             | RATP     |
|       | Standard  | Pont de Bezons – Porte de Versailles                                     | 1997         | 2012               | 17,9 km | 24                 | Standard  | Tramwaj              | Alstom Citadis 302                     | RATP     |
|       | Standard  | Pont du Garigliano – Porte de Vincennes                                  | 2006         | 2012               | 12,4 km | 25                 | Standard  | Tramwaj              | Alstom Citadis 402                     | RATP     |
|       | Standard  | Porte de Vincennes – Porte d'Asnières                                    | 2012         | 2018               | 14,3 km | 26                 | Standard  | Tramwaj              | Alstom Citadis 402                     | RATP     |
|       | Standard  | Aulnay-sous-Bois / Hôpital de Montfermeil – Bondy                        | 2006         | 2020               | 13,3 km | 20                 | Standard  | Tramwaj dwusystemowy | Siemens Avanto / Alstom Citadis Dualis | SNCF     |
|       | Standard  | Marché de Saint-Denis –Garges – Sarcelles                                | 2013         | 2013               | 6,6 km  | 16                 | Translohr | Tramwaj              | Translohr STE3                         | RATP     |
|       | Standard  | Châtillon – Montrouge – Viroflay-Rive-Droite                             | 2014         | 2016               | 14,0 km | 21                 | Translohr | Tramwaj              | Translohr STE6                         | RATP     |
|       | Standard  | Villejuif – Louis Aragon – Athis-Mons – Porte de l'Essonne               | 2013         | 2013               | 11,2 km | 18                 | Standard  | Tramwaj              | Alstom Citadis 302                     | RATP     |
|       | Standard  | Saint-Denis – Porte de Paris – Villetaneuse-Université / Épinay-Orgemont | 2014         | 2014               | 8,5 km  | 17                 | Standard  | Tramwaj              | Alstom Citadis 302                     | RATP     |
|       | Standard  | Porte de Choisy – Orly – Gaston Viens                                    | 2021         | 2021               | 10,3 km | 19                 | Standard  | Tramwaj              | Alstom Citadis 405                     | Keolis   |
|       | Standard  | La Croix de Berny – Jardin Parisien                                      | 2023         | 2023               | 8,2 km  | 13                 | Standard  | Tramwaj              | Alstom Citadis X05                     | RATP     |
|       | Ekspres   | Épinay-sur-Seine – Le Bourget                                            | 2017         | 2017               | 11,0 km | 7                  | Standard  | Tramwaj dwusystemowy | Alstom Citadis Dualis                  | Transkeo |
|       | Ekspres   | Massy – Palaiseau – Évry-Courcouronnes                                   | 2023         | 2023               | 20,0 km | 16                 | Standard  | Tramwaj dwusystemowy | Alstom Citadis Dualis                  | SNCF     |
|       | Ekspres   | Saint-Germain-en-Laye – Saint-Cyr                                        | 2022         | 2022               | 18,8 km | 12                 | Standard  | Tramwaj dwusystemowy | Alstom Citadis Dualis                  | Transkeo |

## Technologia
Poszczególne linie tramwajowe tworzą niezależne systemy tramwajowe. Z powodu różnic technologicznych, przenoszenie taboru między nimi jest bardzo ograniczone.

## Zajezdnie i warsztaty

### Istniejące
- Ateliers de Bobigny, nr tramwajów: 101 – 117, 118 – 119, 201 – 216, tabor: Alstom TFS 2. Linia T1.
- Ateliers d’Issy-les-Moulineaux, nr tramwajów: 0401 – 0459, tabor: Alstom Citadis 302. Linia T2.
- Ateliers de Lucotte, nr tramwajów: 0301 – 0321, tabor: Alstom Citadis 402. Linia T3.
- Ateliers de La Marine, linia T2
- Atelier – Garage Pantin – Stade Jules Laudomègue, linia T3

### Planowane
- Ateliers, linia T1
- Ateliers de Pierrefitte-sur-Seine, linia T5
- Site de Maintenance (Zone d’Activité du Château), linia T8
- Atelier – Garage, linia T6

## Galeria

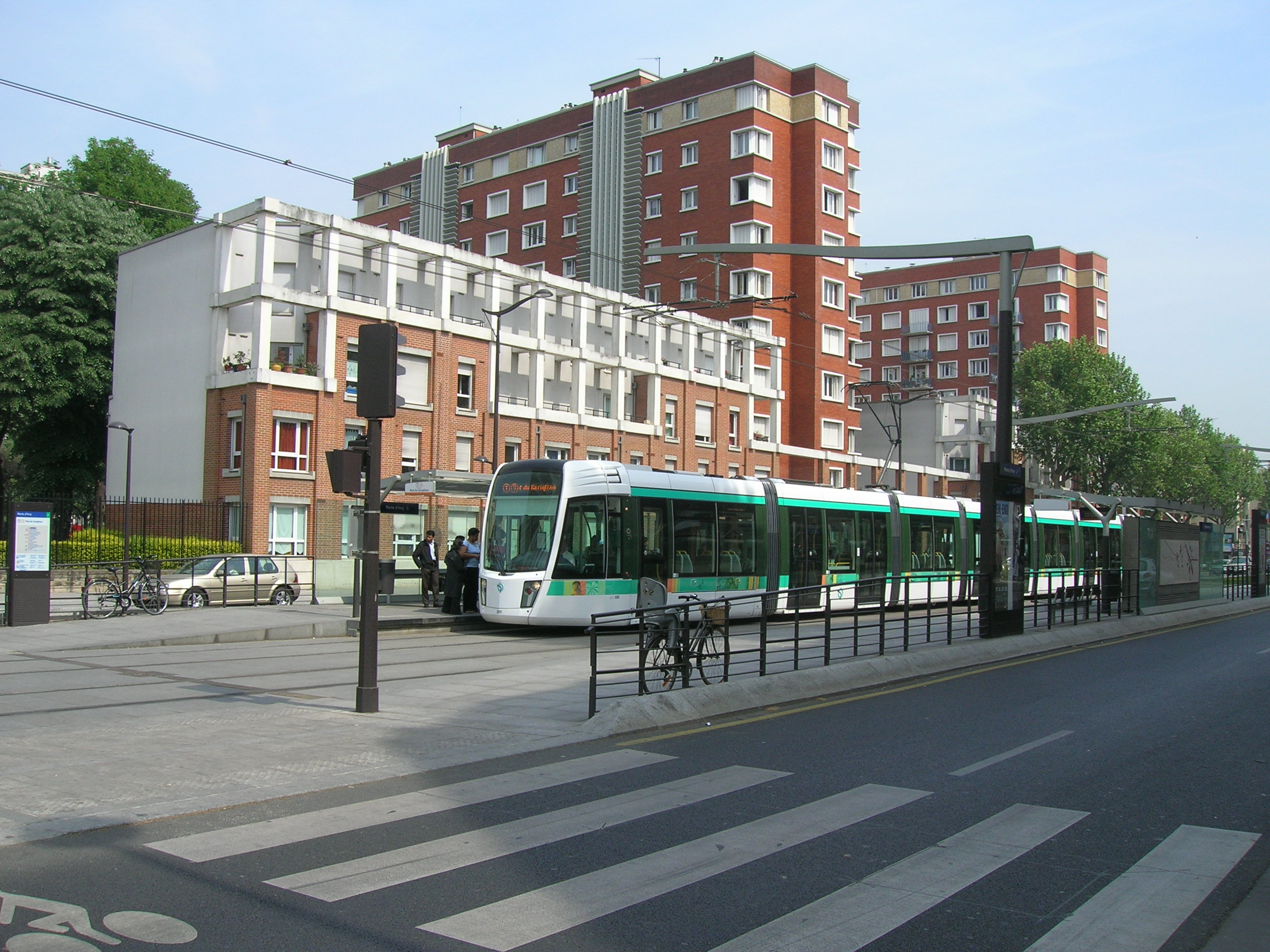
Tramwaj typu Alstom Citadis 402 obsługujący linię T3 na przystanku Porte d’Ivry w Paryżu
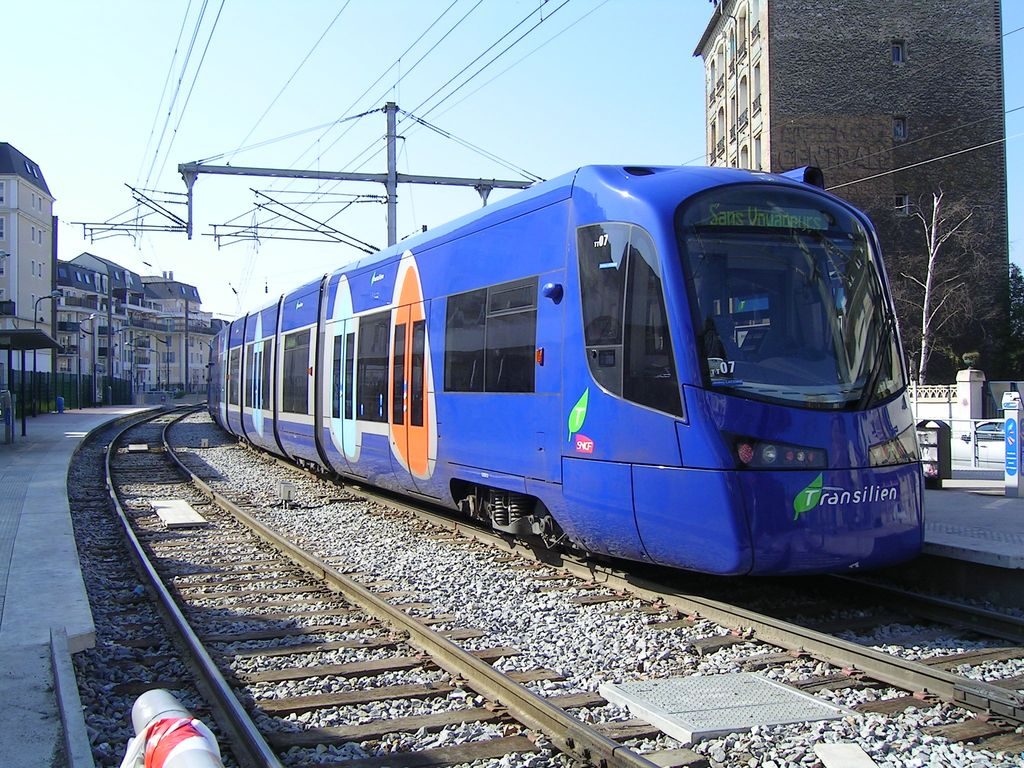
Tramwaj typu Siemens AG Avanto obsługujący linię T4 na stacji Livry-Gargan
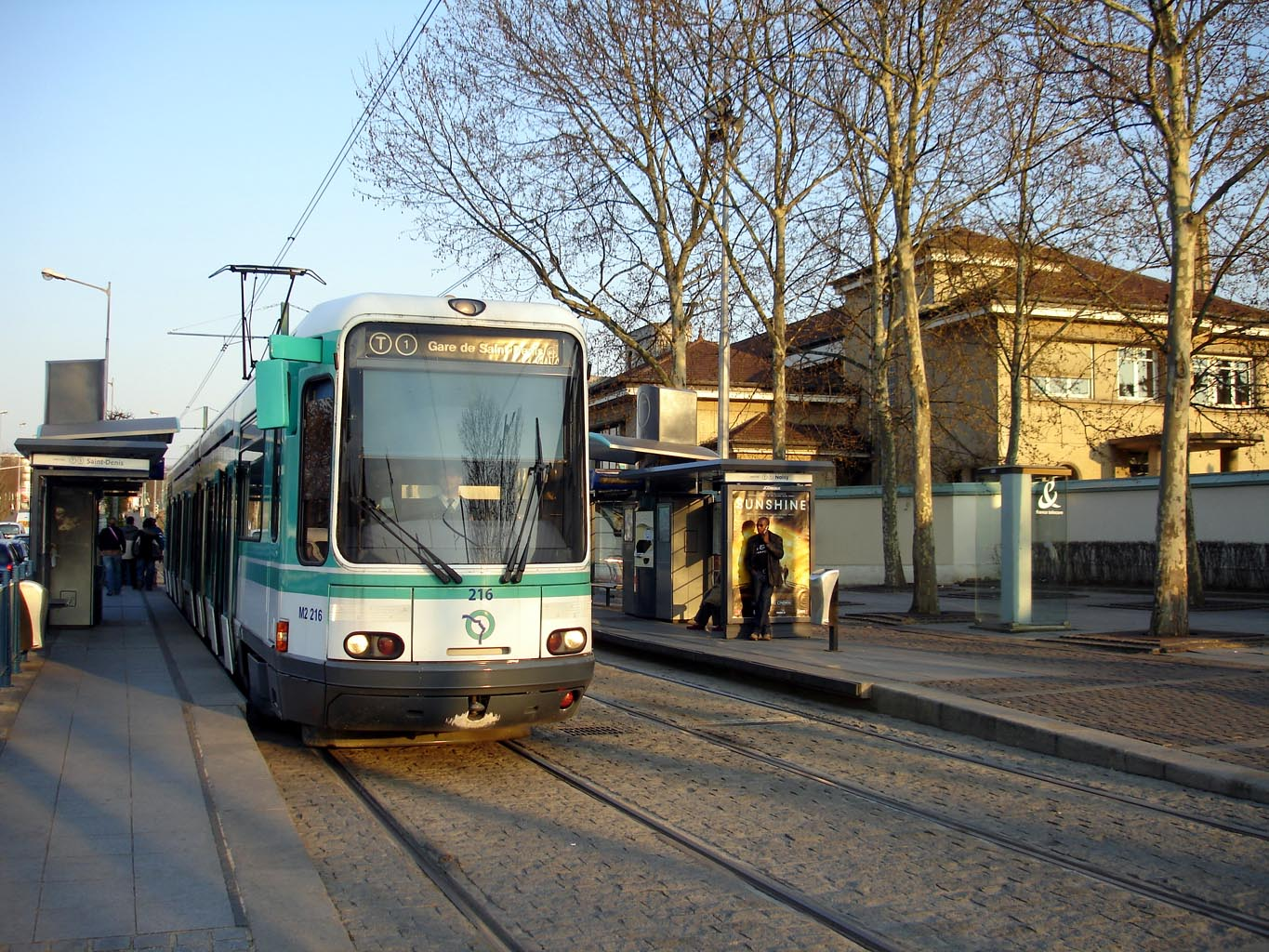
Tramwaj typu Alstom TFS na linii T1 (Saint Denis – Bobigny) na przystanku Hôpital Avicenne
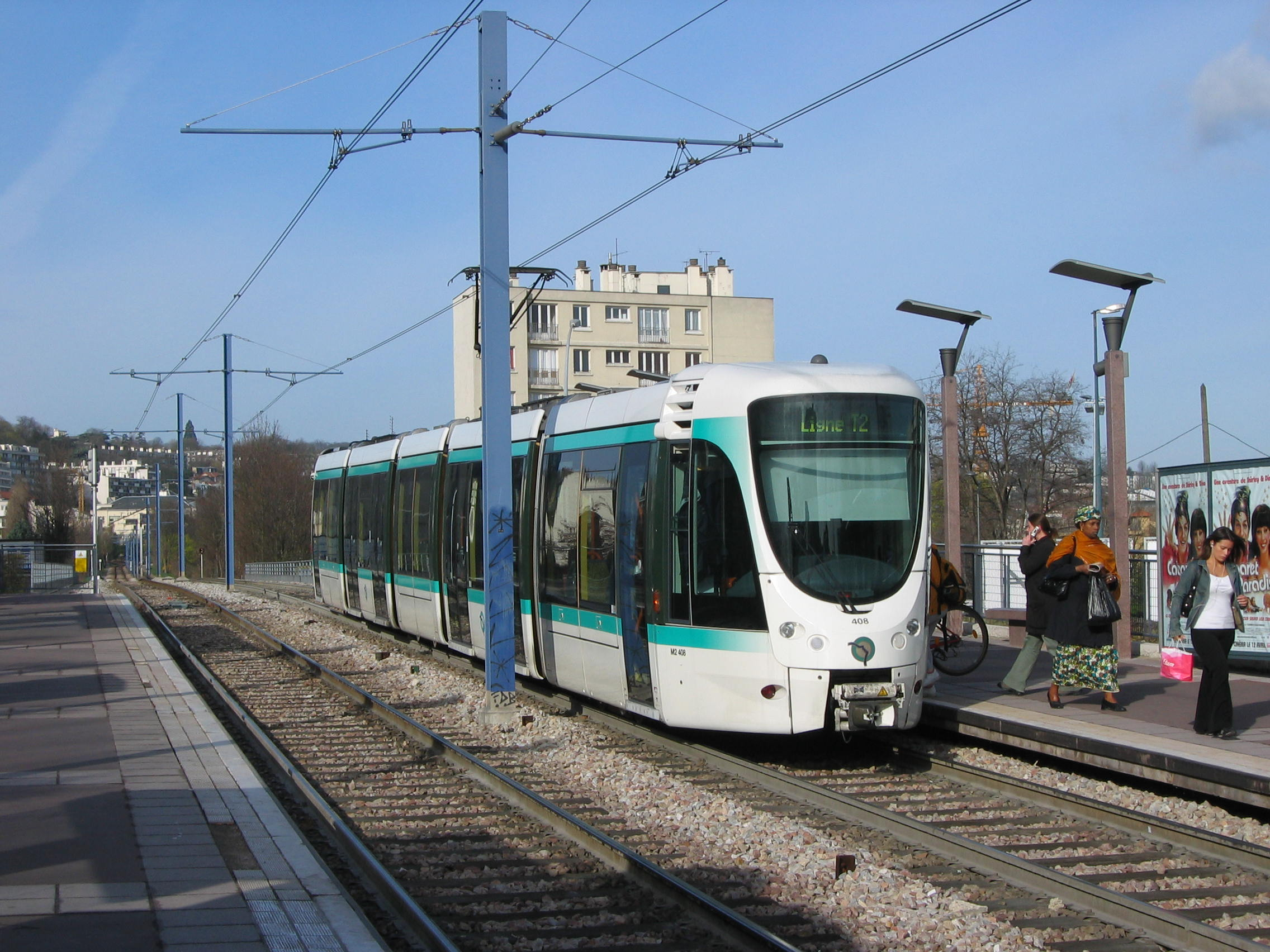
Tramwaj typu Alstom Citadis 302 na linii T2 na przystanku Les-Moulineaux w okolicach Paryża
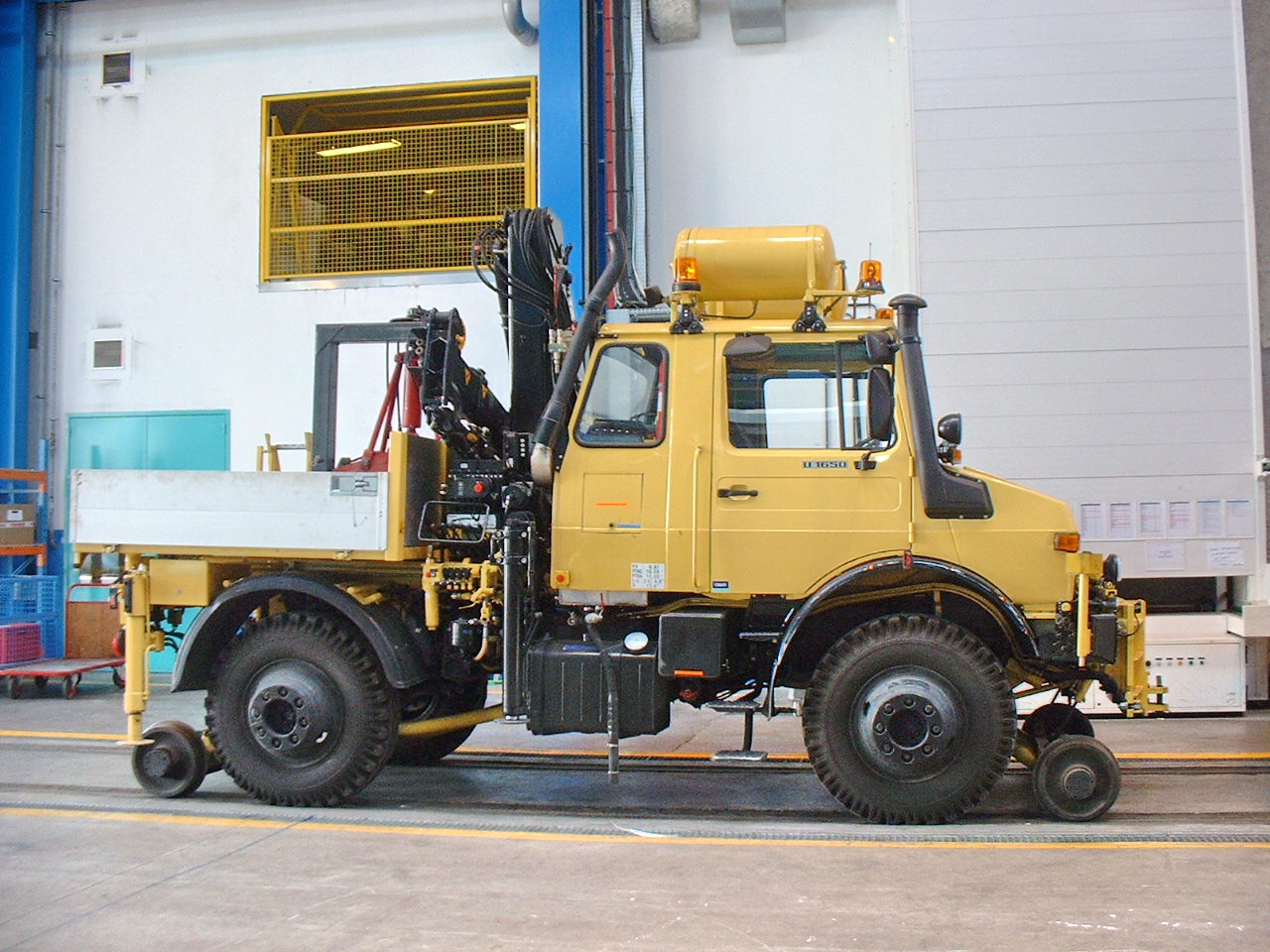
Pojazd drogowo-szynowy typu Mercedes-Benz Unimog U1650 w hali zajezdni Issy-les-Moulineaux
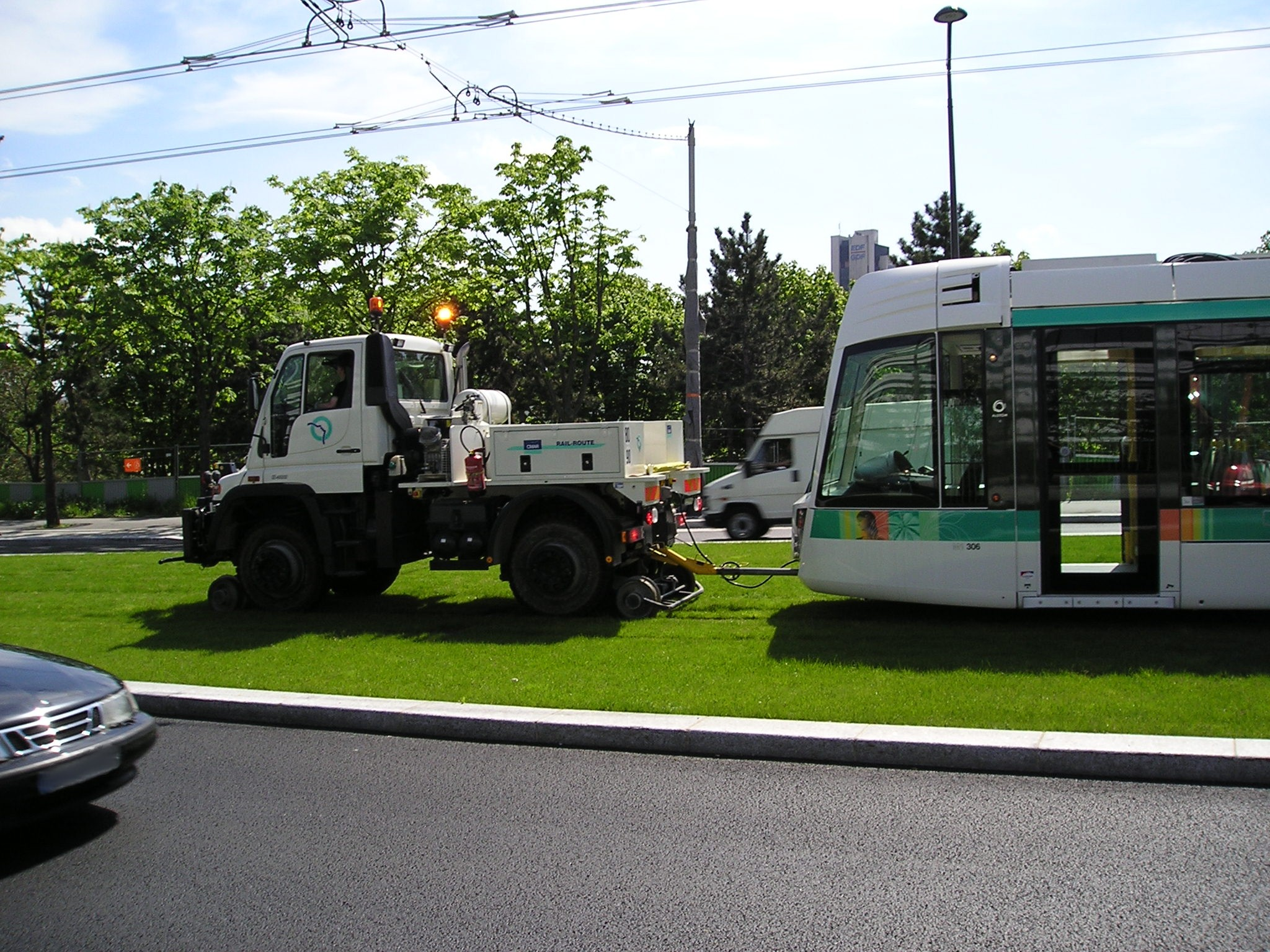
Mercedes Benz Unimog holuje tramwaj na trasie linii T3 w dniu 2 maja 2006.
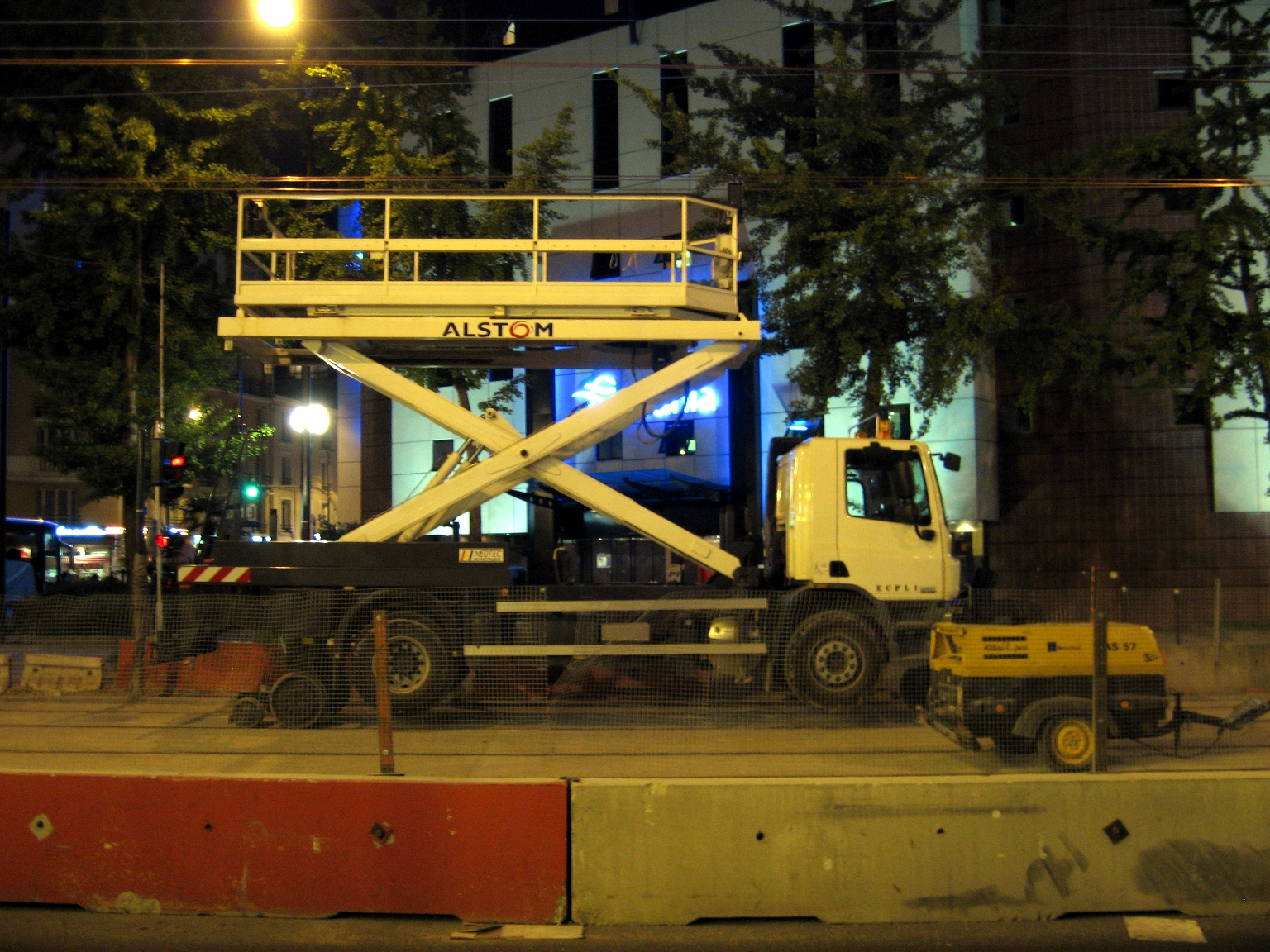
Pojazd wieżowy na trasie linii T2